# Deathmatch

Deathmatch в Unreal Tournament

Deathmatch («смертельний бій» або «бій на смерть») — вид ігрового процесу багатокористувацької відеогри, в якому основним завданням є пряме знищення супротивників (на відміну від інших режимів, де умовами перемоги є захоплення ворожої бази, прапора тощо).
Деякі ігри називають deathmatch по-іншому: dukematch в Duke Nukem 3D, slayer в Halo, combat simulator в Perfect Dark.

## Правила deathmatch
Гравці з'являються в ігровому світі (англ. map) як правило зі слабкою зброєю. По рівню можуть бути розкидані бонуси: більш потужна зброя, боєприпаси, аптечки, підсилювачі… Після того, як бонус підібрано, через деякий час він може з'явитися знову на тому самому місці (залежить від конкретної реалізації гри). За кожного вбитого суперника гравець заробляє очки (фраг), за самогубство очки віднімаються. Вбитий воскресає (миттєво чи через заданий проміжок часу) в іншому місці з початковою зброєю. Перемагає той, хто заробив більше фрагів (коли спливає час) або першим набрав задану їх кількість.
Існує також «deathmatch зі зброєю, що лишається (прив'язаною зброєю)» (англ. weaponstay): підібрана зброя не зникає, але вдруге підібрати її неможливо. Цей режим підходить, коли у грі багато учасників — ніхто не залишиться беззбройним.
У багатьох іграх класичні правила доповнюються специфікою самої гри. Наприклад, у CSDM (моді Counter-Strike) у гравця з'являється меню, за допомогою якого він може обрати набір зі зброї (пістолет, гвинтівка, гранати). В авіасимуляторах бонуси можуть лежати на землі (Red Ace Squadron), і т. д.

## Історія deathmatch
У 1973—1974 роках було розроблено шутер від першої особи Maze War, в якому гравці могли переміщуватися по лабіринту та стріляти один в одного; за кожне убивство нараховувалися очки, за кожну смерть — віднімалися.
У 1983 році було випущено текстову гру Snipes (скорочення від Snipers) для ОС Novell NetWare з аналогічними правилами.
Власне термін «deathmatch» було вигадано Джоном Ромеро для гри Doom. Саме Doom започаткував популярність deathmatch'у. В початковому Doom'і був deathmatch з прив'язаною зброєю (але набої, аптечки здоров'я та інші об'єкти після їх підбирання більше не з'являлися на карті). Починаючи з версії 1.5, у Doom з'явився режим «Deathmatch 2.0», правила якого і стали класичними правилами deathmatch'у.
|                | Звісно ж, стріляти по монстрах цікаво, але вони, урешті-решт, бездушні істоти, керовані комп'ютером. Тепер гравці можуть грати і проти інших людей — суперників, які можуть думати та грати тактично, і кричати. Тепер можна вбивати один одного! Якщо ми це доведемо до кінця, це буде (лайка вилучена) найкрутіша гра на планеті Земля за всю її історію! |
| — Джон Ромеро, | |

Правила deathmatch в Doom'і складалися з наступних ключових особливостей:
- За убивство суперника нараховувався один фраг, за самогубство — віднімався.
- Кількість фрагів була не обмежена, а їх максимальною кількістю, яка могла показуватися, була 99.
- Будь-який гравець у будь-який час міг завершити гру, натиснувши на кнопку виходу з рівня.
- Після смерті персонаж з'являвся випадковим чином в одній з наперед визначених точок старту.
- Існувала можливість грати без монстрів, тільки з персонажами-людьми.

Багато сучасних багатокористувацьких шутерів (Quake, Unreal Tournament, Half-Life, Half-Life 2: Deathmatch, Counter-Strike (карти fy), Warsow та інші) використовують такі ж самі чи близькі правила.

## Режими, засновані на deathmatch
- Командний deathmatch(інші мови) (англ. team deathmatch) — гравці діляться на команди; фраг дається за убивство чужого і віднімається за убивство свого. Стрільбу по своїм може бути увімкнено чи вимкнено. Результат командної гри багато у чому визначається розподілом по командам як і сильних гравців (які переважно приносять очки своїй команді), так і слабких (які переважно віддають очки команді суперника).
- Захоплення прапора — комп'ютеризована версія рухливої гри «Захопи прапор». Гравець має досягти «бази» суперника, захопити його прапор і принести його на свою «базу». Щоб «захоплення» прапора було зараховано, прапор своєї команди повинен знаходитися на базі. Прапор можуть повернути на базу, убивши гравця, який несе прапор, і наступивши на прапор, що випав. Для усунення ситуацій з потраплянням прапора в недоступні місця для гравців покинутий прапор повертається на базу автоматично через деякий час.
- Контроль території — команди мають утримувати контрольні точки. Чим більше ви їх утримуєте, тим більше очок вони дають. У деяких випадках очки нараховуються тільки якщо утримати деякий час захопленими всі контрольні точки (наприклад, режим Double Domination з Unreal Tournament 2004).

У командні види deathmatch'у грають, як правило, з прив'язаною зброєю.
- Last man standing[ru] — у гравця є кілька «життів»; якщо гравця убивають, життя віднімається. Коли життя закінчаться, гравець вибуває. Оскільки така гра схиляє гравця сидіти в укритті, то нерухомо сидячі помічаються для решти як campers й інколи навмисно «виділяються» (наприклад, починають світитися).
- Instagib — гра зі зброєю, що вбиває з  одного влучання, але довго перезаряджається, з необмеженим запасом набоїв. Назва виникла від англ. gibs (нутрощі) — жаргонної назви решток після убивства з завдаванням величезних ушкоджень (у більшості ігор персонажа розносить на друзки, незалежно від того, чим було завдано удару) та англ. instant — миттєвий. Вперше з'явився в Quake II.